# ألكسندر جونسون (عالم)
ألكسندر جونسون (بالإنجليزية: Lawrence Alexander Sidney Johnson )‏ (و. 1925 – 1997 م) هو عالم نبات، وعالم تصنيف أسترالي، كان عضوًا في الأكاديمية الأسترالية للعلوم، توفي عن عمر يناهز 72 عاماً، بسبب سرطان.

## مناصب
تولى منصب Australian Botanical Liaison Officer ‏ (1962–1963).

## التعليم
تعلم في جامعة سيدني.

## جوائز
حصل على جوائز منها:
- Mueller Medal ‏ (1984)
- Clarke Medal [الإنجليزية]‏ (1979)
- زمالة الأكاديمية الأسترالية للعلوم.